# Brotlose Kunst (Gruppe)
Brotlose Kunst ist eine österreichische Hip-Hop-Band. Sie besteht aus den Mitgliedern Dosiz, Mamutmensch's, Mechanismus, Ohvo.O, Joka, Rapha.l und Schwazi.
Die Band gründete sich in den 1990er-Jahren unter dem Namen Waiszbrohd und wurden in der österreichischen Undergroundszene durch den Hip-Hop-Jam Reimspiel (1996) schon früh bekannt.
Mit dem Debütalbum Sklaven der Zeit kann die Gruppe im Jahr 2000 auf relativ große mediale Resonanz stoßen.
Die Band rappt seit Beginn der musikalischen Karriere im oberösterreichischen Dialekt. Meistens werden in den Texten Alltagsthemen humorvoll und oftmals ernsthaft in einer gewissen surrealistischen Form behandelt.

## Diskografie
- 2000: Sklaven der Zeit (Album)